# Collegium Maius
El Collegium Maius (original en latín que significa 'Gran Colegio') es el edificio más antiguo de la Universidad Jagellónica de Cracovia, en Polonia. Se encuentra en la esquina de las calles ulica Jagiellońska y ulica Świętej Anny.

## Historia
En 1400, la Akademia krakowska, el antecedente de la actual universidad, se trasladó, después de varias décadas ya en funcionamiento, a un nuevo edificio cedido por el entonces rey Ladislao II Jagiełło lo había comprado con los fondos legados por su última esposa, la reina Eduviges I de Polonia.
A finales del siglo XV, los locales de la Universidad Jagellónica fueron reconstruidos en estilo de la arquitectura gótica tardía, en torno a un gran patio rodeado de arcadas. Los maestros vivían y trabajaban en la primera planta, mientras que las conferencias y cursos se desarrollaban en la planta baja.
En 1490, la universidad contó entre sus alumnos con un famoso hombre del Renacimiento: Nicolás Copérnico, astrónomo y polímata.
El Collegium Maius tiene importantes archivos históricos, así como una destacada biblioteca. En sus locales se exponen objetos históricos, como escudos de armas ceremoniales y el famoso Globus Jagellonicus, uno de los globos más antiguos del mundo.

## Galería de imágenes

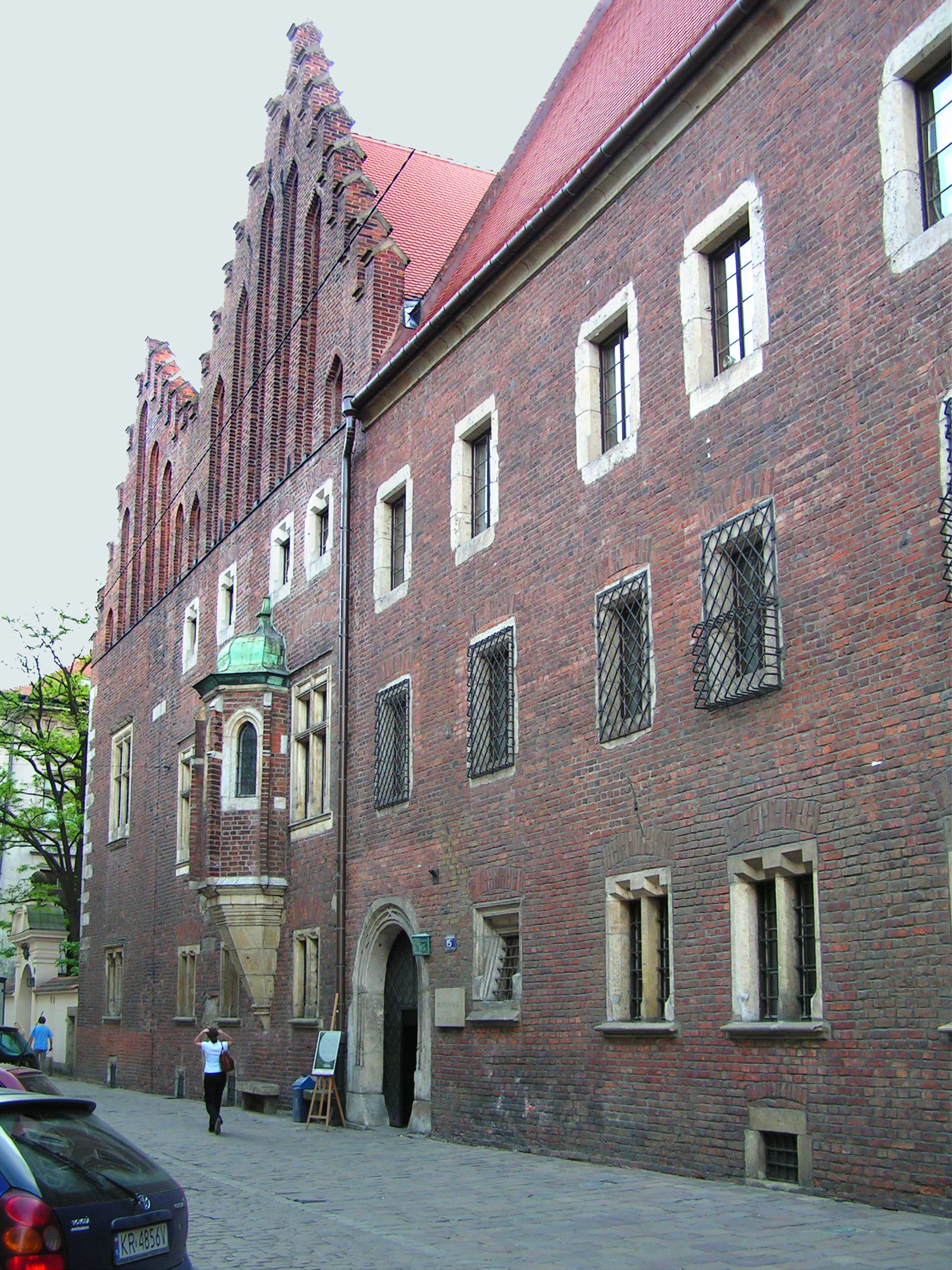
Entrada.
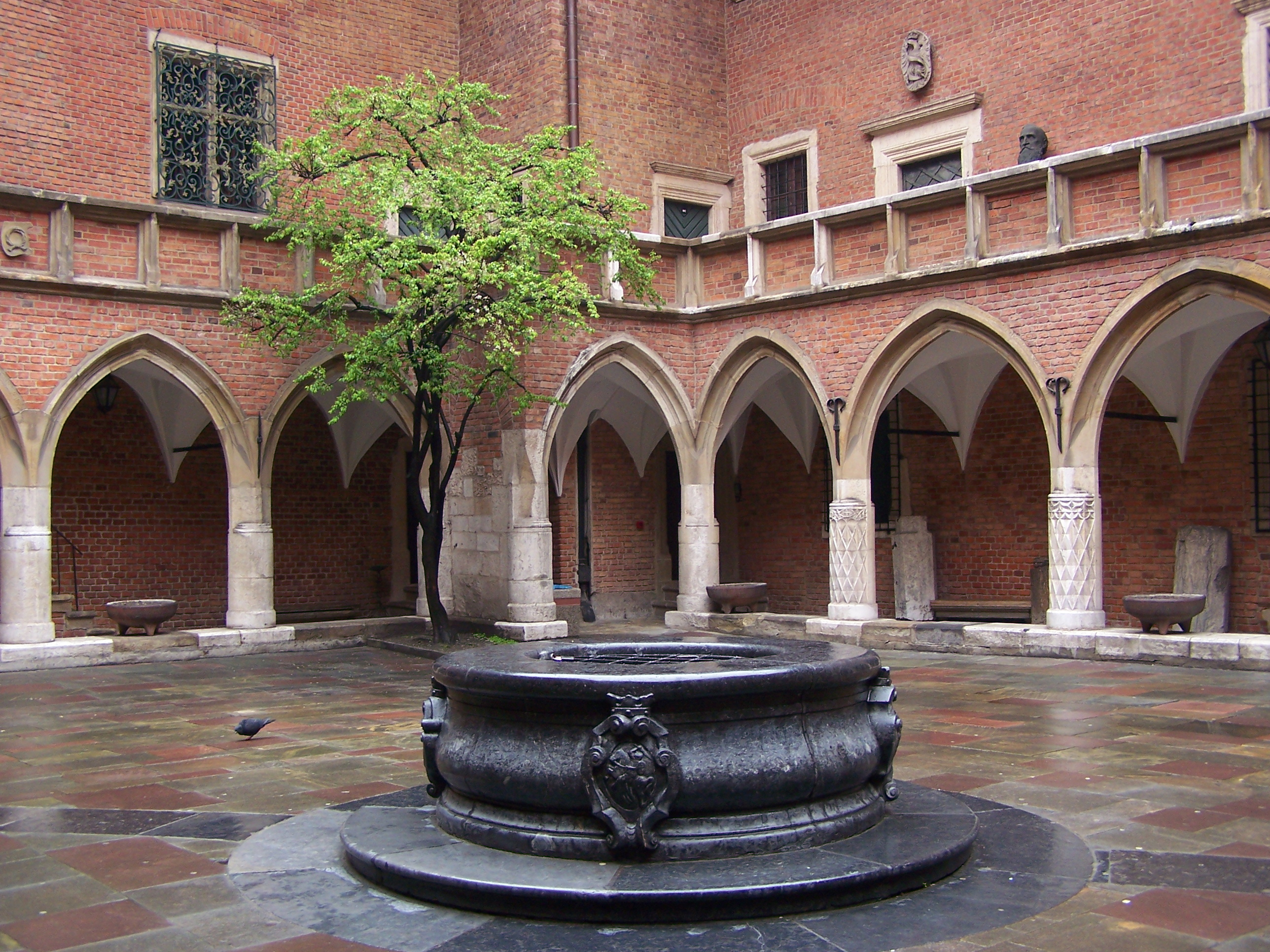
Patio interior.
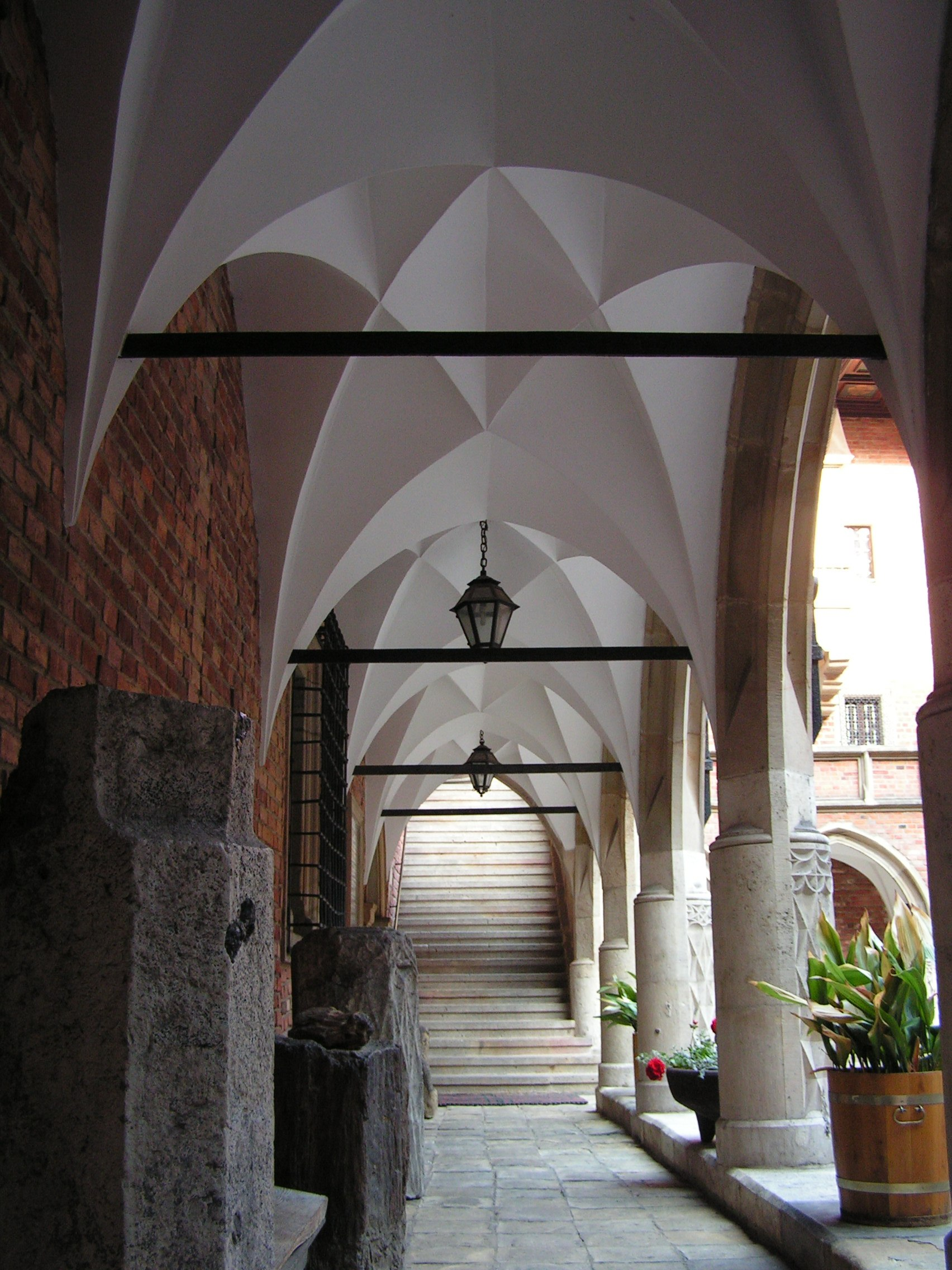
Las arcadas.
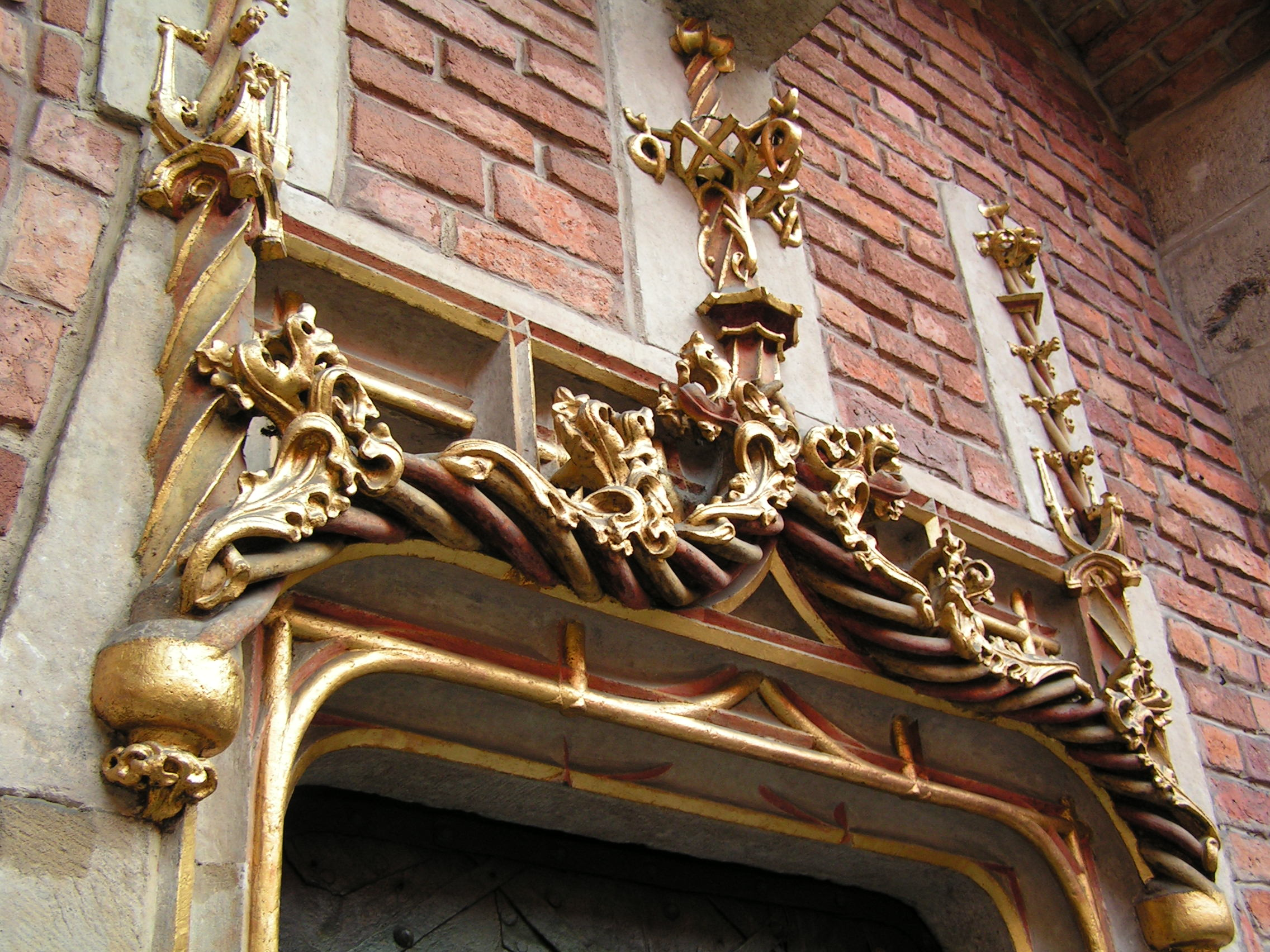
Porta Aurea (detalle).
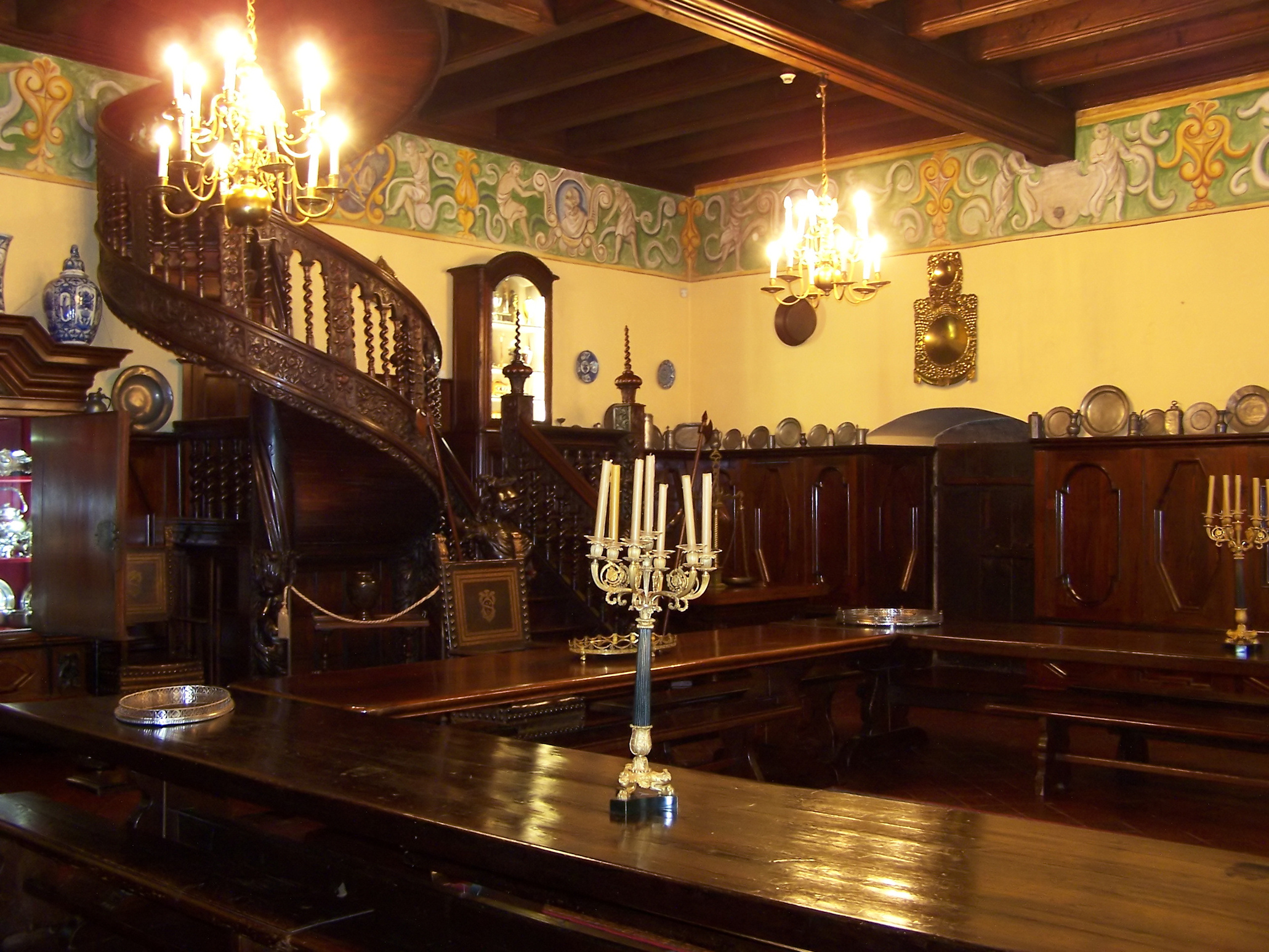
Stuba Communis (sala de profesores).
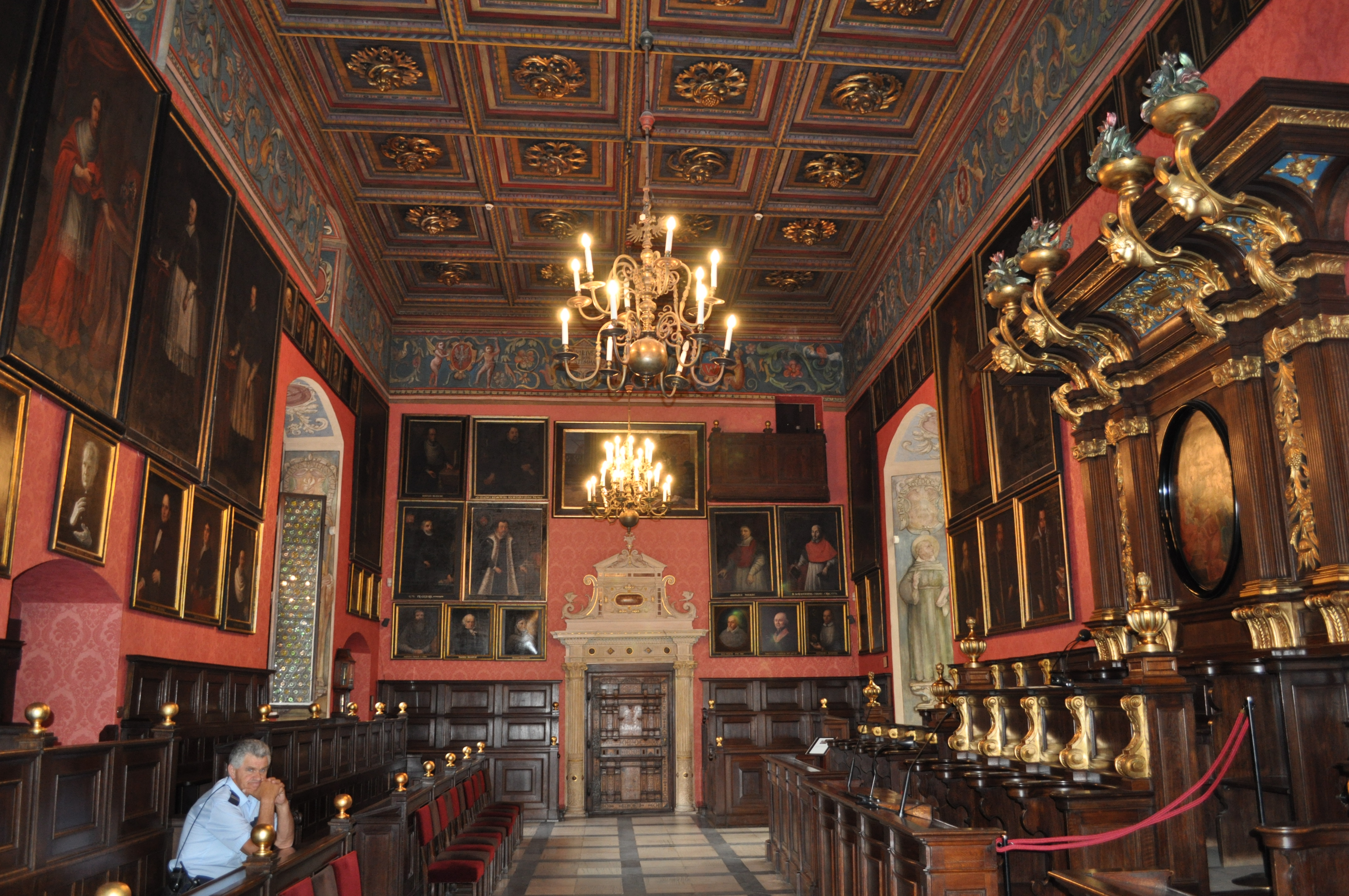
Salón de actos.